# الیزابت دپاردیو
الیزابت دپاردیو (فرانسوی: Élisabeth Depardieu‎؛ زادهٔ ۵ اوت ۱۹۴۱) یک هنرپیشه اهل فرانسه است. وی بین سال‌های ۱۹۶۷ تا ۲۰۰۴ میلادی فعالیت می‌کرد.
از فیلم‌ها یا برنامه‌های تلویزیونی که وی در آنها نقش داشته‌است می‌توان به ژان دو فلورت اشاره کرد.
وی همچنین برندهٔ جوایزی همچون لژیون دونور شده است.